# اوگیو سورای
اوگیو سورای (به ژاپنی: 荻生 徂徠 Ogyū Sorai)؛ ۲۱ مارس ۱۶۶۶ – ۲۸ فوریهٔ ۱۷۲۸) زبان‌شناس، کارشناس سیاسی، و فیلسوف اهل ژاپن بود. وی از علمای آیین کنفوسیوس و از بنیانگذاران روش‌شناسی تجربی برای پژوهش در حوزه هنر و ادبیات چین باستان بود.